# Manche Sanchez
Manche Sanchez az amerikai Szökés című sorozat egyik kitalált szereplője, akit Joseph Nunez alakít.

## Háttér
Manche-nak két unokatestvére van, Fernando Sucre és Hector Ávila. 

## Szerepek

### 1. évad
A Fox Riverben ő a felelős a fegyencek és őrök ruháiért. Amikor Michael, Linc és Sucre magánzárkába kerülnek, ő viszi az információt közöttük, így kerül be ő is a leendő szökevények csapatába. Mikor eljön a szökés ideje, Manche alatt leszakad a cső, így az őrök elfogják. Az őrök kifaggatják, és felad mindenkit, a szökött fegyencek közül. A szökési kísérlet miatt 10 évvel meghosszabbították Manche büntetését.

### 2. évad
Ebben az évadban kétszer látogatja meg őt Bellick a Fox Riverben. Először megfenyegeti, ha nem árulja el amit tud, akkor berakja egy állattal egy zárkába. Erre Manche elmondja, hogy mindössze annyit hallott, hogy Charles Westmoreland 5 millió dollárja Utahban van elásva.
Egy héttel később, mikor Bellick újra meglátogatja Manche-t, azt kérdezi tőle, hogy hol rejtőzhet Sucre Mexikóban. Cserébe egy minimális biztonsági szintű börtönbe való átszállítást ajánl neki Bellick, ahol még biliárd és TV is van. Mivel Bellick megtalálta Sucrét Mexikóban, valószínűleg Manche beszélt.